# Разнокоготковые клещи
Разнокоготковые клещи (лат. Tarsonemidae) — семейство паразитических тромбидиформных клещей из подотряда Prostigmata. Более 500 видов. Включает фитофагов, микофагов и паразитов насекомых, в том числе, опасных паразитов медоносных пчёл (Acarapis woodi).

## Распространение
Встречаются повсеместно.

## Описание
Микроскопического размера клещи (0,1 — 0,3 мм). Небольшая часть представителей (Steneotarsonemus, Polyphagotarsonemus, Phytonemus, Floridotarsonemus и Tarsonemus) кормятся на высших растениях, в то время как большинство родов питаются мицелиями грибов и возможно телами водорослей. Но даже среди них превалирует питание через тонкостенные покровы в областях нового роста, которые им легче проколоть. Однако, два вида («broad mite» Polyphagotarsonemus latus и «cyclamen mite» Steneotarsonemus pallidus) могут питаться на старых листьях, так как способны впрыскивать токсины во время кормления (предположительно из слюнных желез), что вызывает увеличение тонкостенных клеток окружающих точках питания.
Клещи рода Acarapis паразитируют на теле и в дыхательной системе медоносных пчёл Apis mellifera. При массовой инфестации клещи Acarapis woodi вызывают ослабление пчёл и болезнь акарапидоз, заканчивающейся гибелью пчелиных семей.
Хотя изучению методов борьбы с вредителями из семейства Tarsonemidae было посвящено небольшое число работ, однако на двух видах («широкий клещ» Polyphagotarsonemus latus и «цикламеновый клещ» Steneotarsonemus pallidus) сделаны комплексные исследования биологического и химического видов контроля. Химические испытания показали, что эндосульфан и дикофол снижают численность P. latus и S. pallidus, а посадочного материал может быть эффективно обеззаражен с помощью фумигации бромистого метила или 1,2-дибромэтана.
Три энтомогенных гриба, Beauveria bassiana, Metarhizium anisopliae, и Paecilomyces fumosoroseus, могут эффективно снижать степень инфестации, с наибольшим эффектом для B. bassiana.
Хищный фитосейидный клещ из рода Neoseiulus также способен успешно контролировать численность P. latus иS. pallidus в оранжереях и в полевых условиях.

## Систематика
Более 500 видов и 40 родов. Семейство было впервые выделено в 1877 году немецким натуралистом Паулем Крамером (1842—1898).
Выделяют 3 подсемейства.
- Pseudotarsonemoidinae
  - Tarsonemellini
    - Alkithoenemus— Ficotarsonemus — Paratarsonemella — Tarsonemella

  - Pseudotarsonemoidini
    - Nasutitarsonemus— Polyphagotarsonemus — Pseudotarsonemoides — Tarsanonychus — Ununguitarsonemus
- Acarapinae
  - Acarapini
    - Acarapis

  - Coreitarsonemini
    - Amcortarsonemus— Asiocortarsonemus — Coreitarsonemus
- Tarsoneminae
  - Hemitarsonemini
    - Eotarsonemus— Hemitarsonemus — Heterotarsonemus

  - Steneotarsonemini
    - Acaronemus— Dendroptus — Phytonemus— Neodendroptus — Ogmotarsonemus — Steneotarsonemus— Suskia[14]

  - Tarsonemini
    - Biscutulumnemus— Daidalotarsonemus — Excelsotarsonemus — Flechtmannus — Fungitarsonemus — Tarsonemus[15][16]

  - Pseudacarapini
    - Crossacarapis— Pseudacarapis
- Floridotarsonemus